# Pitt de Grooth
Pitt de Grooth (Den Haag, 17 januari 1981) is een Nederlands acteur en theaterregisseur.

## Biografie
In 2006 studeerde De Grooth af als theatermaker aan de Amsterdamse Theater Academie.
Als acteur was De Grooth te zien in Les Misérables in 1991 (Joop van den Ende Theaterproducties) en Het Dispuut (Theatergroep Den Haag). In 2009 had hij een rol in De Grote Liefde van Ger Thijs.
De Grooth regisseerde en produceerde de dvd-registratie van het Don Quishocking-jubileumprogramma Dingen die je niet meer ziet. Hij maakte theaterdocumentaires voor het Amsterdams Kleinkunst Festival, onder andere over Jules de Corte & Willem Wilmink.
In 2010 regisseerde hij de Europese première van Rabbit Hole, bij Toneelgroep Maskerade.
Voor zijn liedteksten voor de musical Brokstukken kreeg hij een vermelding bij de uitreiking van de MusicalMakersBeurs 2009, Stichting Tekstpierement.

## Producties

### Theater
- Les Misérables (aug/sep 1991) acteur - bij Joop van den Ende Theaterproducties[7]
- De Grote Liefde (2009) acteur - bij Hummelinck Stuurman Theaterbureau[8]
- Rabbit Hole (2010) regie - bij Toneelgroep Maskerade (Europese première)[9]

### Film
- Dingen Die Je Niet Meer Ziet, Een Keuze Uit het Beste van Don Quishocking (2007) - regie en productie van de live-registratie-onderdeel van de 40 jaar Don Quishocking dvd, voor Don Quishocking[10]
- Kom (2010) - regie, productie en montage, bij Wibus Theaterproducties voor het 48 Hour Film Project, Winnaar publieksprijs en best art direction[11]

### Radio
- De Zwarte Met Het Witte Hart (hoorspel) (1996) - acteur, voor de TROS[12]